# Дискоязычные лягушки
Дискоязычные лягушки (лат. Discoglossus) — род бесхвостых земноводных из семейства круглоязычных.

## Описание
Общая длина представителей этого рода колеблется от 6 до 10 см. Голова небольшая, морда слегка заострённая. Глаза выпуклые, приподняты кверху. Наиболее выразительной особенностью является форма языка, которая имеет характерную округлость, откуда и происходит название этих земноводных. Туловище широкое, толстое, конечности массивные. Передние конечности лишены перепонок и присосок, на задних лапах есть недоразвитые перепонки. 
Окраска бурая, чёрная, либо коричневая со светлыми оттенками или пятнами.

## Образ жизни
Предпочитают жить в скалистых и горных местностях вокруг небольших водоёмов. Питаются преимущественно насекомыми, ракообразными, членистоногими.

## Размножение
Это яйцекладущие земноводные.

## Распространение
Обитают в северо-западной Африке, Израиле, на Пиренейском полуострове, островах Сицилия, Сардиния, Корсика, в некоторых районах южной Франции. Крайне редко встречаются в Сирии и Ливане.

## Классификация
На январь 2023 года в род включают 5 видов:
- Discoglossus galganoi Capula et al., 1985
- Discoglossus montalentii Lanza et al., 1984 — Корсиканская дискоязычная лягушка
- Discoglossus pictus Otth, 1837 — Расписная дискоязычная лягушка
- Discoglossus sardus Tschudi, 1837 — Сардинская дискоязычная лягушка
- Discoglossus scovazzi Camerano, 1878

## Галерея

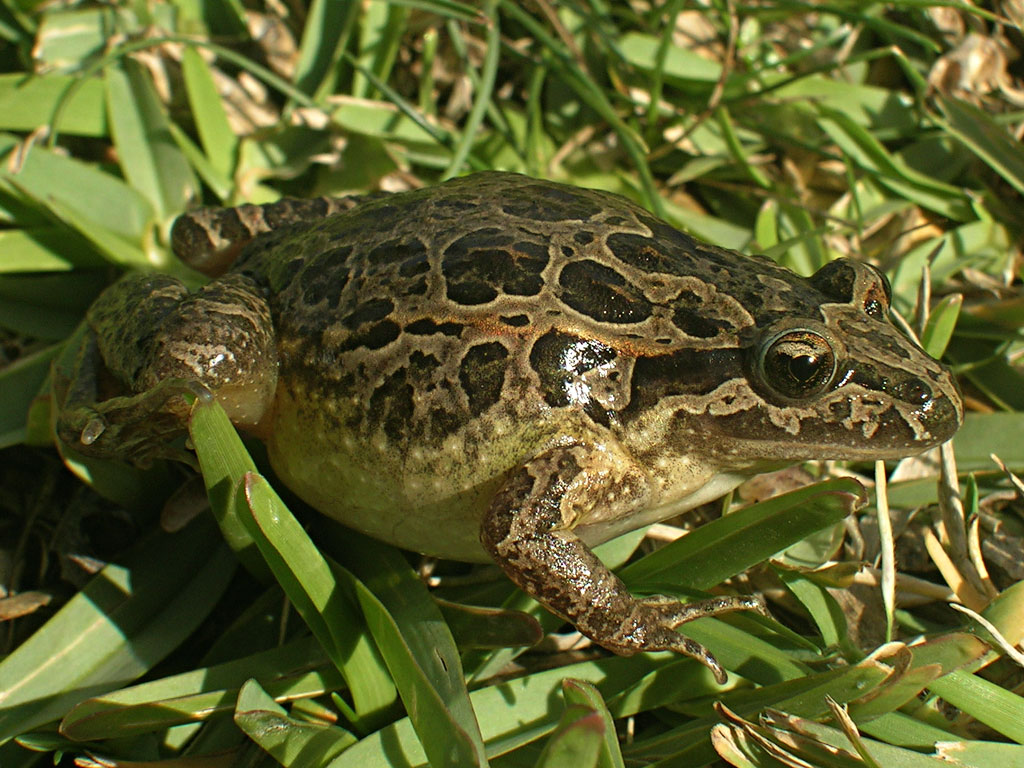
Discoglossus galganoi
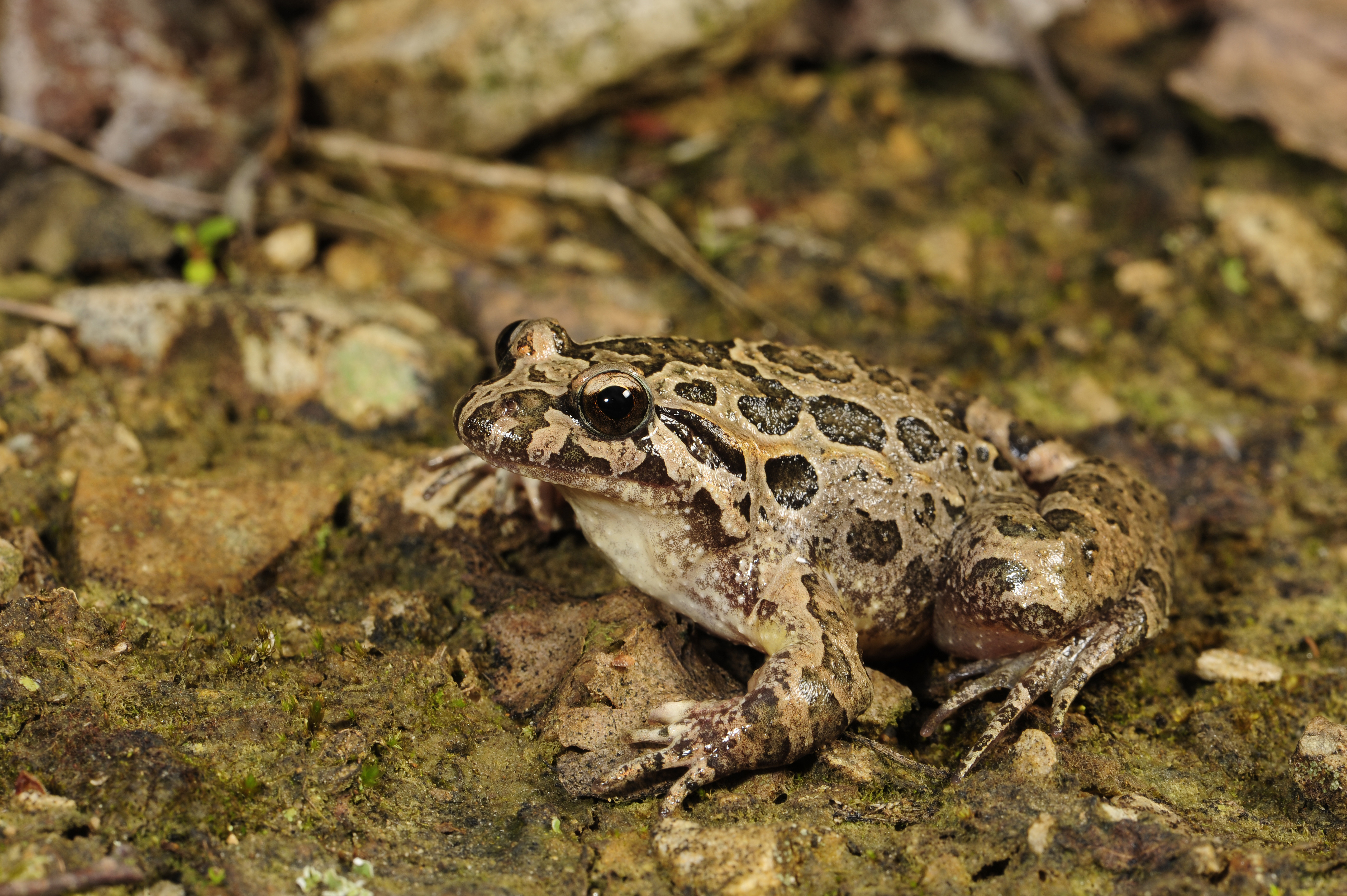
Discoglossus jeanneae
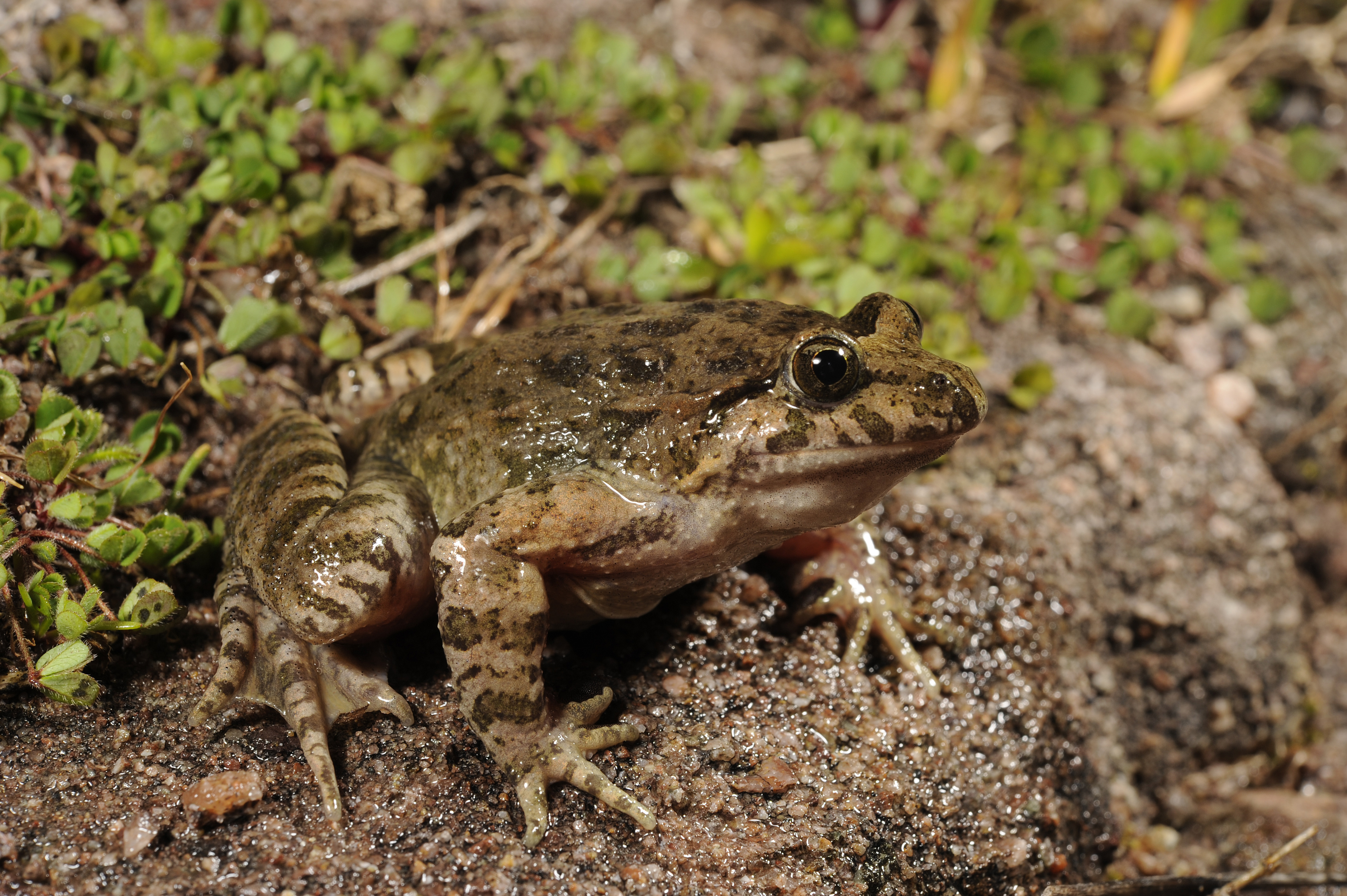
Сардинская дискоязычная лягушка
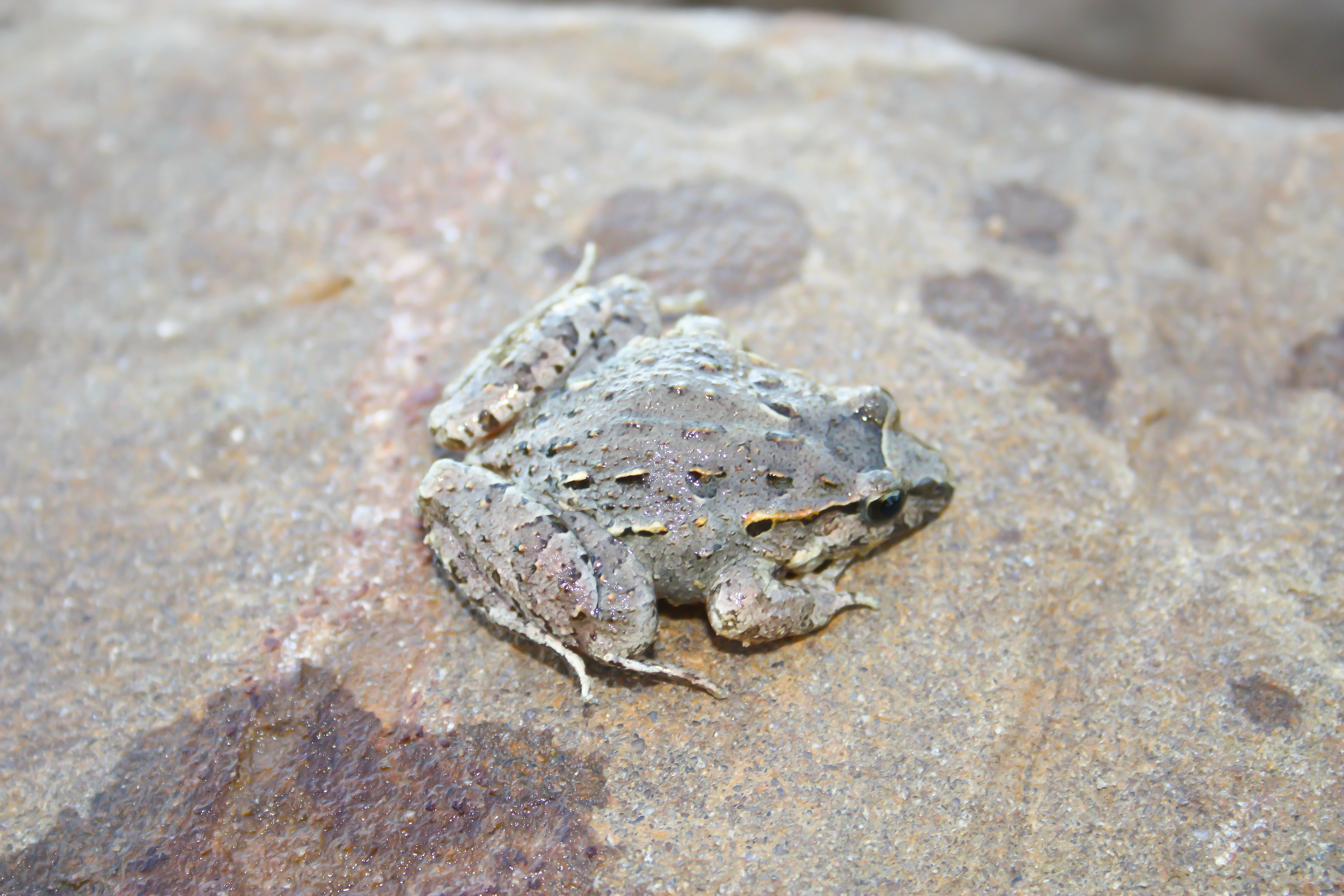
Discoglossus scovazzi